# Acuafilia

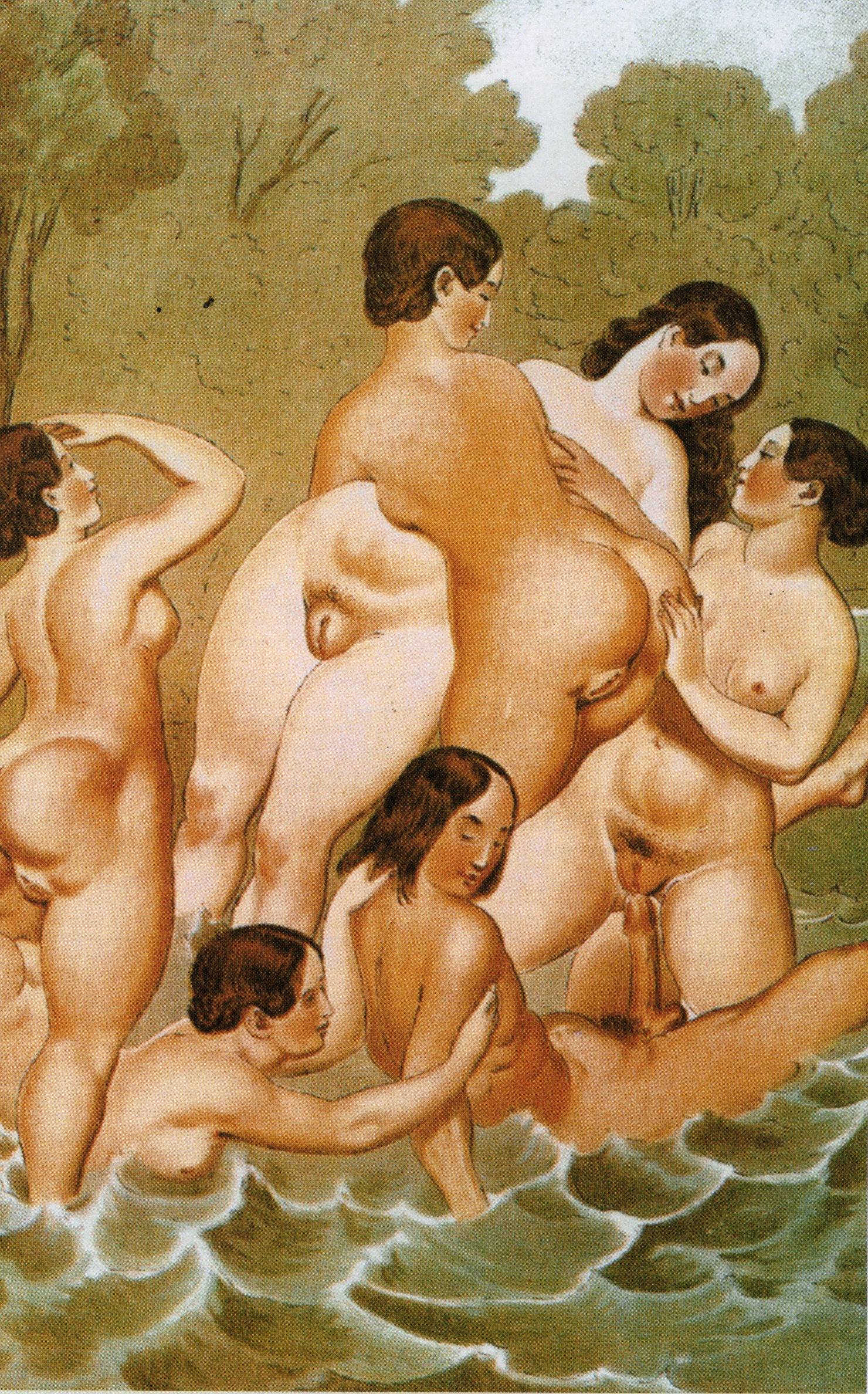
Escena erótica de Peter Fendi

La acuafilia (del latín aqua, “agua” y el griego φιλειν (filein, “amar”), también a veces denominada hidrofilia (cuyas dos partículas son de origen helénico), es un tipo de fetichismo que involucra a personas que realizan poses sugestivas o desarrollan actividad sexual en o debajo del agua.
El término fue usado por primera vez por Phil Bolton, cuando a principios de los años 1990 creó la publicación Aquaphiles Journal, una revista en línea (on-line) para los seguidores del fetichismo erótico subacuático.[cita requerida]

## Nota y referencias
1. ↑  Ramsland, Katherine M.; McGrain, Patrick Norman (2010).  ABC-CLIO, ed. Inside the Minds of Sexual Predators (“Dentro de las mentes de los depredadores sexuales”). pp. 61-62. ISBN 0313379602.
2. ↑  Ågmo, Anders (2007).  Academic Press, ed. Functional and dysfunctional sexual behavior: a synthesis of neuroscience and comparative psychology (“Conducta sexual funcional y disfuncional: una síntesis de neurociencia y psicología comparativa”). p. 454. ISBN 0123705908.
3. ↑  Furnham, Viren (2008).  Routledge, ed. The psychology of physical attraction (“La psicología de la atracción física”). p. 134. ISBN 0415422507.